# Anna-Maria van Reysschoot
Anna-Maria van Reysschoot, née à Gand le 17 février 1758 et morte dans la même ville le 27 décembre 1850, est une peintre des Pays-Bas du sud.

## Biographie
Elle grandit dans la famille de peintres Van Reysschoot et apprend le métier auprès de son frère Pierre-Norbert van Reysschoot, qui est de 20 ans son aîné. Enfant, elle est figurante sur le char des peintres gantois lors de la procession annuelle de saint Macaire. Son père Emmanuel-Pierre van Reysschoot a dessiné ces chars dans ses croquis. Elle peint à la fois des paysages et des décorations pour des châteaux de Gand. Par ailleurs, quelques portraits de sa main sont connus, par exemple quelques-uns parmi les 70 portraits d'enfants (ex-voto) de la Schreiboomkapel de Gand. À son époque, ce bâtiment est un lieu de culte avec une chapelle de pèlerinage.
Le roi Guillaume Ier lui décerne un prix pour ses mérites en tant que peintre.
Elle est mariée à Gilles Diegenant, domestique au Berg van Barmhartheid à Gand. Elle continue à peindre jusqu'à un âge avancé, souvent sur commande de clients privés.